# Benoicanthus
Benoicanthus là chi thực vật có hoa trong họ Acanthaceae.